# Da Ali G Show
Da Ali G Show ist eine britische/US-amerikanische Comedy-Fernsehserie.
Es gibt sechs Folgen, die im Vereinigten Königreich von Channel 4 produziert und im Jahr 2000 von diesem Sender ausgestrahlt wurden. Hinzu kommen zwei Staffeln mit insgesamt zwölf Folgen, die in den Vereinigten Staaten von HBO produziert und zwischen 2003 und 2004 ausgestrahlt wurden.
In Deutschland lief die Serie auf VIVA und MTV, in Österreich in der Programmschiene Donnerstag Nacht auf ORF 1.

## Figuren

### Ali G
Ali G (Alistair Leslie Graham) porträtiert in parodistischer Weise einen Gangsta-Rapper aus der Hip-Hop-Szene.

### Borat
Borat Sagdiyev ist ein kasachischer Reporter mit offensichtlich antisemitischen und chauvinistischen Ansichten.

### Bruno
Bruno (manchmal auch „Brüno“) ist ein homosexueller österreichischer Modejournalist, der durch Suggestivfragen bei seinen Interviews peinliche Antworten provoziert.
| Auftritte von Bruno | Auftritte von Bruno | Auftritte von Bruno |
| ------------------- | ------------------- | --- |
| Folge               | Titel               | Inhalt |
| 1x01                | Law and Order       | Bruno interviewt verschiedene Persönlichkeiten der Modebranche auf der New York Fashion Week. Er taucht auch bei der Lloyed-Klein-Modeschau für Unterwäsche auf. |
| 1x02                | War                 | Bruno führt seine New York Fashion Week Interviews mit Heatherette und Michael & Hushi Fashion shows fort. |
| 1x03                | Politics            | Bruno versucht, in die Modenschau für die Frühling-Sommer-Kollektion von Marc Jacobs zu kommen. Dafür bietet er oralen und Analsex an, beteuert aber, nicht schwul zu sein. Außerdem interviewt er Gisele Bündchen, wobei ihr Name falsch geschrieben wird. |
| 1x04                | Art                 | Kein Bruno-Beitrag in dieser Folge. |
| 1x05                | Science             | Bruno interviewt verschiedene Stylisten, darunter den bekannten Star-Stylisten Jonathan Antin. |
| 1x06                | Belief              | Bruno führt Interviews in Alabama, das er für den schwulsten Ort Amerikas hält. Außerdem nimmt er als Cheerleader an einem Football-Spiel teil. |
| 2x01                | Respek              | Bruno interviewt einen Pastor, der sich als „Schwulenbekehrer“ sieht, um herauszufinden, welche Aktivitäten als homosexuell anzusehen sind. |
| 2x02                | Rekognize           | Kein Bruno-Beitrag in dieser Folge. |
| 2x03                | Peace               | Bruno moderiert eine Show mit Namen „In oder Aus“, eine Interviewshow mit Prominenten über deren Popularität und Sinn für Mode. Der Opener für „Funkyzeit mit Brüno“ wird in dieser Folge nicht verwendet. |
| 2x04                | Realizee            | Bruno ist in South Beach in Florida, wo er einen Nachtclubbesitzer interviewt, der glaubt, House Music hätte den Zweiten Weltkrieg verhindert, wenn es sie damals schon gegeben hätte. Außerdem verbringt Bruno einen Abend als Türsteher eines Clubs, wo er Leute wegschickt, die nicht die geeignete Kleidung tragen, darunter einen Mann, der beteuert, ein 250-Dollar-Hemd zu tragen. |
| 2x05                | Jah                 | Bruno nimmt Square-Dance-Unterricht in Georgia. |
| 2x06                | Realness            | Bruno tankt Sonne in Daytona Beach in Florida, wo er fünf Wrestler interviewt und verschiedene Griffe mit ihnen ausführt. |

## Episoden
| Channel 4 | Channel 4         |
| --------- | ----------------- |
| Folge     | Titel             |
| 1x01      | Neil Hamilton     |
| 1x02      | Mohammed Al Fayed |
| 1x03      | Gail Porter       |
| 1x04      | Roy Hattersley    |
| 1x05      | John Humphreys    |
| 1x06      | Anita Roddick     |

| HBO   | HBO           |
| ----- | ------------- |
| Folge | Titel         |
| 1x01  | Law and Order |
| 1x02  | War           |
| 1x03  | Politics      |
| 1x04  | Art           |
| 1x05  | Science       |
| 1x06  | Belief        |

| HBO   | HBO       |
| ----- | --------- |
| Folge | Titel     |
| 2x01  | Respek    |
| 2x02  | Rekognize |
| 2x03  | Peace     |
| 2x04  | Realizee  |
| 2x05  | Jah       |
| 2x06  | Realness  |

## Unterschiede der Show auf Channel 4 und HBO
Es gibt einige Unterschiede zwischen den Versionen der Da Ali G Show, die auf Channel 4 und HBO ausgestrahlt wurden.

### Channel 4
- Verwendet eine Lachkonserve
- Findet in Europa und zum Teil in den Vereinigten Staaten statt
- Beinhaltet Szenen, die als Drehbuch geschrieben wurden
- Manche Folgen sind wie eine Talkshow aufgebaut

### HBO
- Setzt keine Lachkonserve ein
- Findet in den Vereinigten Staaten statt
- Beinhaltet keine als Drehbuch geschriebenen Szenen

## Auszeichnungen
- 2000 – Ethnic Multicultural Awards (Beste Unterhaltungssendung)
- 2000 – TV Quick Award
- 2001 – BAFTA Award (Beste Comedy-Serie)